# Buya jezik
Buya jezik (ISO 639-3: byy; ibuya), nigersko-kongoanski jezik uže južne skupine bantoidnih jezika. Govori ga oko 13 000 ljudi (2002) u Demokratskoj Republici Kongo.

## Vanjske poveznice
- Ethnologue (14th)
- Ethnologue (15th)